# Eretmotus leprieuri
Eretmotus leprieuri är en skalbaggsart som beskrevs av Sylvain Auguste de Marseul 1862. Eretmotus leprieuri ingår i släktet Eretmotus och familjen stumpbaggar. Inga underarter finns listade i Catalogue of Life.